# Motemei

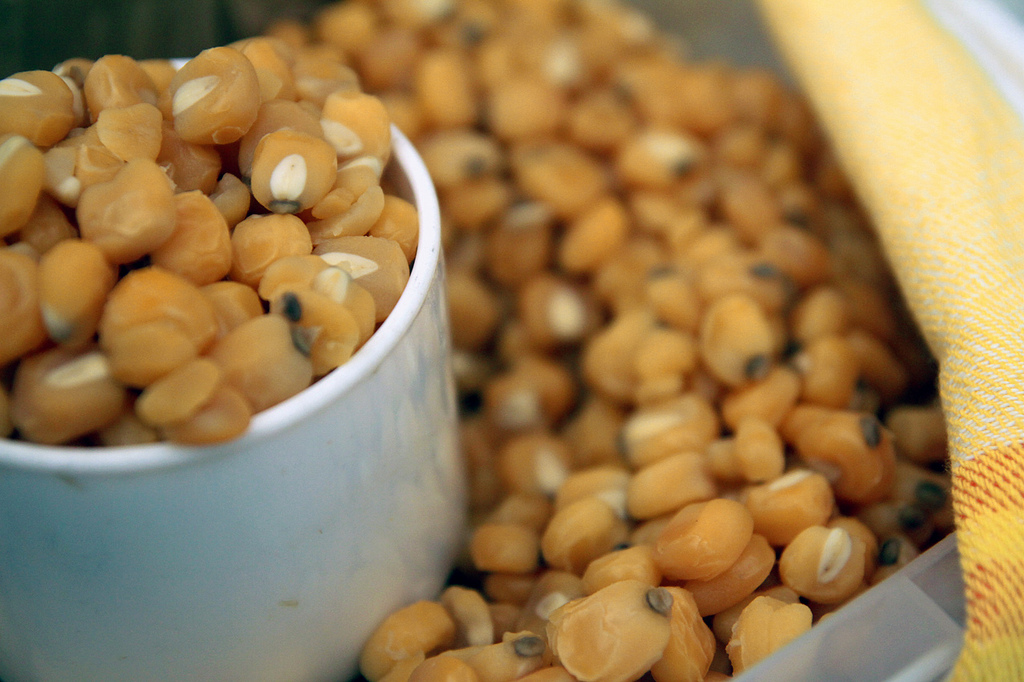
Motemei

Il motemei (dallo spagnolo, moteméi) è un alimento sudamericano a base di mais sgranato, cotto e sbucciato, preparato come dessert, stufato o bevanda.

## Etimologia
Il termine in spagnolo «moteméi» deriva dalla contrazione delle parole «mote» (in gastronomia, nome generico di diversi cereali o legumi cotti in acqua), e «maíz» (mais).